# Glitajny (Bartoszyce)
Glitajny est un village polonais de la voïvodie de Varmie-Mazurie, dans le powiat de Bartoszyce.